# Wołkowszczyzna (sielsowiet Kamienny Łuh)
Wołkowszczyzna (biał. Ваўкоўшчына; ros. Волковщина) − wieś na Białorusi, w obwodzie grodzieńskim, w rejonie oszmiańskim, w sielsowiecie Kamienny Łuh.

## Historia
W czasach zaborów wieś włościańska w gminie Polany, w powiecie oszmiańskim, w guberni wileńskiej Imperium Rosyjskiego. W 1866 roku liczyła 22 dusze rewizyjne. Należała do dóbr skarbowych Cudzieniszki. W 1905 roku liczyła 52 mieszkańców, 97 dziesięcin.
W latach 1921–1945 wieś leżała w Polsce, w województwie wileńskim, w powiecie oszmiańskim, w gminie Polany.
W 1931 wieś w 12 domach zamieszkiwało 81 osób.
Wierni należeli do parafii rzymskokatolickiej w Cudzieniszkach. Miejscowość podlegała pod Sąd Grodzki w Oszmianie i Okręgowy w Wilnie; właściwy urząd pocztowy mieścił się w Cudzieniszkach.
Po II wojnie światowej w granicach Związku Sowieckiego. Od 1991 w niepodległej Białorusi.